# Do de pecho
Do sobreagudo, más vulgarmente, de pecho, es el nombre que recibe en música la nota más alta de la tesitura habitual del tenor cuando se emite con la voz plena, es decir, sin utilizar la técnica del falsete. Corresponde al do5 de la escala (según el índice acústico del sistema de notación musical internacional, o do4 según el índice acústico del sistema de notación musical franco/belga) y una frecuencia de 523,251 herzios. Algunos estudiosos consideran que el cantante Gilbert Duprez (1806-1896) fue el primero en realizarlo en una interpretación operística. Otros autores, como Rodolfo Celletti, manifiestan que el famoso cantante español Manuel del Pópulo Vicente García (1775-1832) era capaz de emitirlo con gran agilidad mucho antes de que lo hiciera Duprez.
El mal llamado do de pecho no pertenece al registro de "pecho"; realmente pertenece al registro de "medio-pecho": mecanismo vocal del que participan resonancias de pecho y de cabeza. Lo que se logra con la técnica de bel canto es mezclar el registro de pecho y el de cabeza para que el cambio de timbre o de color de voz sea apenas apreciable por el público.

Una de las cosas más difíciles de dominar es el passagio. Casi todos los cantantes tienen no una, sino tres voces diferentes: una más grave, una intermedia y una más aguda. Cuando uno está cantando y pasa de una de esas voces a otra hay un ostensible cambio de engranajes. Se puede percibir cuando la voz se desplaza de un área vocal, o registro, a la siguiente. Lo primero que debe hacer un cantante con respecto a ello es saber en qué momento su voz cambia de registro y trabajar para controlar ese cambio de tal manera que se perciba lo menos posible. Lo ideal es que el que escucha no lo note en absoluto y que la voz suene como una totalidad en toda la amplitud de su registro.
Luciano Pavarotti

Como bien explicaba Pavarotti, realmente no es con la voz de pecho que se dan esos agudos. Él afirmaba que hay varios registros y que cada uno tiene su color, y que la meta final de todo cantante de ópera es disimular ese cambio de color. Aproximadamente en el fa - fa# ocurre el passaggio en el tenor; es decir, se pasa de voz de pecho a voz de cabeza, o a una mezcla de las dos, usando los resonadores faciales.
Sin embargo esta nota no es la más aguda que se ha escrito para la voz del tenor: en algunas arias para tenor se alcanza el re o el fa sobreagudo, aunque se deben interpretar con el registro de cabeza, algo muy habitual en los tenores de la primera mitad del siglo XIX, siendo sus exponentes Rubini y Mario. Hay que tener en cuenta que existe también un do sobreagudo una octava más alta, que corresponde a la voz de soprano.
Uno de los cantantes que consiguieron ejecutar esta nota con mayor perfección fue Luciano Pavarotti (1935-2007), que en el año 1972 se consagró en el Metropolitan Opera House de Nueva York con el aria de Tonio de la ópera La hija del regimiento de Donizetti, ejecutando nueve do de pecho en rápida sucesión, por lo que apareció en la portada del New York Times y se le llamó el Rey del do de pecho. De igual modo, el gran tenor lírico ligero Juan Diego Flórez ejecuta la nota con soltura. En la serie televisiva en catalán "Òpera en texans", dedicada a popularizar el bel canto, explican de forma muy didáctica los nueve do de pecho que interpreta el cantante peruano en la misma aria en una representación en el teatro del Liceo, de Barcelona. En 2008 el mismo cantante, interpretando la misma pieza, consiguió hacer un bis en el teatro de la Scala de Milán, cosa que no sucedía en ese importante escenario desde hacía más de 70 años. Entre la interpretación regular y el bis, el joven tenor dio nada menos que dieciocho do de pecho en menos de cinco minutos en aquella memorable representación.